# Сотиль, Уго
У́го Алеха́ндро Соти́ль Йере́н (исп. Hugo Alejandro Sotil Yerén; 8 марта 1949, Ика — 30 декабря 2024, Лима) — перуанский футболист, выступавший на позициях нападающего и полузащитника. Один из самых выдающихся футболистов в истории Перу, наряду с Теофило Кубильясом и Эктором Чумпитасом.

## Биография
Уго Сотиль дебютировал в профессиональном футболе в 1968 году, и в первый же сезон помог столичному клубу «Депортиво Мунисипаль» выйти в первый дивизион перуанского футбола.

В 1973 году Сотиль перешёл в испанскую «Барселону», где подружился с партнёром по полузащите Йоханом Кройфом, именем которого в 1982 году он назвал своего сына Йохана Сотиля.
  
Однако в «Барселоне» Сотиль чаще использовался как нападающий. Он отметился забитым голом уже в первом своём матче за «Барсу» против гладбахской «Боруссии» (2:2, победа по пенальти 4:2). За 4 года, проведённые в Испании, Сотиль четырежды выигрывал Кубок Жоана Гампера, доходил до финала Кубка Испании, становился чемпионом страны (до 1974 года «Барселона» не могла выиграть первенство страны в течение 14 лет).
В ходе сезона 1973/74 «Барселона» выиграла на Сантьяго Бернабеу у мадридского «Реала» со счётом 5:0. Сотиль забил пятый гол в той игре.
В 1973 году Сотиль выступил в товарищеском матче сборных Европы и Южной Америки, в котором играли такие звёзды мирового футбола, как Йохан Кройф, Франц Беккенбауэр, Роберто Ривелино и Теофило Кубильяс. Сотиль, выступая за южноамериканскую команду, стал причастен к победе в матче, завершившемся серией пенальти — 7:6. Основное время игра завершилась со счётом 4:4.
Однако постепенно у Сотиля возникли проблемы с алкоголем и он не мог больше демонстрировать прежнего уровня игры. Он принял решение вернуться на родину, на сей раз в стан клуба «Альянса Лима», где игрок, наконец, смог завоевать титул чемпиона Перу. Затем он выступал в Колумбии, а завершал клубную карьеру в родном «Депортиво Мунисипаль».
За сборную Перу Сотиль дебютировал в 1970 году. Тогда перуанцы впервые в своей истории дошли до 1/4 финала чемпионата мира. Причём, по мнению части специалистов, именно отсутствие в последнем матче Сотиля не позволило Перу сдержать мощь бразильской команды, которая в итоге стала чемпионом мира. Но и без него перуанцы оказали самое большое сопротивление той легендарной команде.
В 1975 году Сотиль вместе со сборной Перу одержал победу в Кубке Америки. Это стал второй титул для перуанцев после 1939 года и последний на данный момент. Сотиль сыграл лишь один, но финальный дополнительный матч в этом турнире, в котором забил гол. Этот гол оказался единственным в матче и сборная Перу стала чемпионом Кубка Америки.
Последним крупным турниром для Сотиля в составе сборной стал чемпионат мира 1978 года, где «красно-белые» вылетели в 1/4 финала в скандальном матче от Аргентины (0:6), которая также в итоге стала чемпионом домашнего Мундиаля.
Сотиль прославился своим отличным видением поля, филигранными передачами партнёрам и отличным дриблингом. Однако проблемы в личной жизни, в частности, пристрастие к алкоголю, помешали Сотилю полностью реализовать свой футбольный талант.
Cнимался в кино. В 1972 году, ещё до своего переезда в Испанию, сыграл главную роль в фильме Бернардо Батиевского «Чоло».
По окончании карьеры футболиста Уго Сотиль работал тренером молодёжных команд.
20 декабря 2024 года Сотиль был госпитализирован в Лиме в отделение интенсивной терапии после того, как у него возникли «проблемы со здоровьем». Он умер десять дней спустя, 30 декабря, в возрасте 75 лет.

## Титулы и достижения
- Чемпион Перу (2): 1977, 1978
- Чемпион Испании (1): 1973/74
- Кубок Жоана Гампера (4): 1973, 1974, 1975, 1976
- Вице-чемпион Перу (1): 1981
- Вице-чемпион Испании (1): 1975/76
- Финалист Кубка Испании (1): 1973/74
- Победитель Кубка Америки (1): 1975
- Футболист года в Перу (2): 1973, 1974
- Участник символической сборной Южной Америки (1): 1973